# Onán
Onán (אוֹנָן «fuerte», hebreo Onan, hebreo tiberiano ʾÔnān) es un personaje que aparece en la Biblia, en el libro del Génesis. Era el segundo hijo de Judá y su esposa (hija del cananeo Súa). Su nombre es el origen del término sexual onanismo (que se usa como sinónimo de masturbación), aunque los exégetas advierten de que esto procede de una interpretación sesgada del texto bíblico, que en todo caso relata una interrupción del coito o coitus interruptus, más que una verdadera masturbación.

## Historia
Después de que su hermano mayor, Er, falleciera, Onán debía casarse con su viuda Tamar, siguiendo la regla del levirato  que  dictaba la Ley judía. Según la Biblia, cada vez que tenía una relación sexual con su cuñada, eyaculaba sobre la tierra, practicando el coitus interruptus. Según la ley de su tiempo, un hijo tenido con Tamar no sería considerado suyo, sino un niño tardo de su hermano. Este hijo tardo heredaría los derechos de la primogenitura por ser considerado hijo de Er, el hermano mayor, desplazando a un segundo lugar a Onán, quien no cumplió sus órdenes, y entonces en respuesta Dios mató a Onán.

7 Fuit quoque Her primogenitus Iudae nequam in conspectu Domini, et ab eo occisus est.
8 Dixit ergo Iudas ad Onan: “ Ingredere ad uxorem fratris tui et sociare illi, ut suscites semen fratri tuo ”.
9 Ille, sciens non sibi nasci hunc filium, introiens ad uxorem fratris sui semen fundebat in terram, ne proles fratris nomine nasceretur.
10 Et idcirco occidit et eum Dominus, quod rem detestabilem fecerat.
7 Er desagradó al Señor, y el Señor lo hizo morir.
8 Judá dijo entonces a Onán: «Unete a la viuda de Er, para cumplir con tus deberes de cuñado y asegurar una descendencia a tu hermano».
9 Pero Onán, sabiendo que la descendencia no le pertenecería, cada vez que se unía con ella, derramaba la semilla en la tierra para evitar que su hermano tuviera una descendencia.
10 Su manera de proceder desagradó al Señor, que lo hizo morir también a él.
El libro del Pueblo de Dios ─ La Biblia

## Interpretación
La interpretación judía consiste en que Onán derramó su semilla (semen), y por tal motivo fue condenado a muerte (ej. Talmud Babilonio, tratado de Nidá, 13a). Ese pasaje es citado como una razón para prohibir tanto la masturbación como el coitus interruptus, ya que el principal pecado en ello sería el desperdicio o derramamiento de semen. 
Los autores católicos medievales también entendieron la acción de Dios en esta historia como una condena en contra de la masturbación o contraconcepción, y a causa de ello se creó el concepto de «pecado de Onán». Esta interpretación fue sostenida por personalidades importantes en la iglesia, tales como San Jerónimo de Estridón, quien hace una explícita referencia al acto sexual de Onán:
«Pero me pregunto por qué él (el hereje Joviniano) puso a Judah y Tamar ante nosotros como ejemplo, a menos que por casualidad incluso las rameras les den placer; u Onán, quien fuera matado porque se resistió a permitir ser la semilla de su hermano. ¿Acaso imaginaba que aprobamos cualquier relación sexual excepto para la procreación?» (Jovinian 1:19, A.D. 393).
Aunque Clemente de Alejandría no hace referencia explícita al onanismo, ciertamente refleja el punto de vista de los primeros cristianos, es decir, que aborrecían el «derramamiento de la semilla»:
Debido a su institución divina para la propagación del hombre, la semilla no debe ser eyaculada en vano, ni dañada ni desperdiciada. (El Instructor de niños (The Instructor of Children) 2:10:91:2 191 d. C.).
Tener coito con otra intención cualquiera que no sea procrear es lesionar a la naturaleza. (El Instructor de niños (The Instructor of Children) 2:10:95:3
Una interpretación dice que el propósito de estos versículos fue, probablemente, denotar el castigo por violar las leyes del matrimonio de levirato, que era una ley divina. El propósito de esta forma de matrimonio era el de prevenir que una viuda sin hijos fuera hecha miserable, al no tener a un esposo o hijo que viese por ella por no ser capaz de poseer propiedad por ella misma; por lo que el trato de Onán hacia Tamar fue considerado cruel según la Ley. Según esta interpretación, el pecado de Onán fue, principalmente, la codicia; deseaba quedarse con la primogenitura y con toda la herencia de su padre que así no tendría que repartir con sus sobrinos. Otra interpretación del pasaje es que, independientemente o junto a la anterior interpretación, el pecado principal de Onán fue impedir la fecundación, ya sea por coitus interruptus o masturbación, ya que en ambos casos el resultado es el mismo: la deposición de semen fuera de la vagina y por tanto se previene que los espermatozoides se unan con un óvulo.  
También se puede percibir teológicamente que el pecado de Onán al practicar el coitus interruptus, trasciende más allá de su propia avaricia, ya que mediante este acto estaba frenando el propósito y la obra salvadora de Yahveh; puesto que a través de su linaje descendería el Mesías.